# Historia de una gaviota y del gato que le enseñó a volar
Historia de una gaviota y del gato que le enseñó a volar es una novela del autor chileno Luis Sepúlveda publicada en 1996 en  Barcelona, España.

## Argumento
La historia comienza frente a las costas de Europa, allí una gaviota llamada Kengah migra con su bandada hacia Vizcaya donde sueña con anidar, dar a luz un polluelo y enseñarle a volar; desgraciadamente se ve atrapada en un derrame de petróleo al distraerse mientras pescaba en el mar. Aunque era consciente desde el momento en que sus plumas se empaparon de combustible que estaba condenada a morir, luchó con todas sus fuerzas para zafarse de la mancha y volar hasta la costa.
En paralelo, en el puerto de Hamburgo, vive Zorbas, un gato de cinco años de edad, alto, negro y gordo, es la mascota de un niño a quien ama e idolatra ya que siendo solo una cría extraviada lo rescató de un pelícano que intentó devorarlo y lo adoptó como su mascota. Ese día el niño y su familia habían salido de vacaciones, quedando Zorbas solo en la casa por un mes. Poco después, mientras dormitaba en el balcón, Kengah cae junto a él tras quedarse sin fuerzas.
La gaviota, moribunda, explica al gato que con sus últimas fuerzas pondrá un huevo y le pide que prometa tres cosas para ella: no se comerá el huevo, lo cuidará hasta que nazca y finalmente le enseñará a volar al polluelo; Zorbas acepta las tres promesas como una forma de tranquilizar a Kengah mientras va a pedir ayuda de sus amigos Colonello, Secretario y Sabelotodo. Tras organizarse y decidir que deben limpiar a la gaviota los cuatro gatos regresan a la casa de Zorbas solo para descubrir que falleció tras desovar. El grupo decide, tras dar sepultura a Kengah esa noche, que por su orgullo como gatos de puerto ayudarán a Zorbas a cumplir su promesa.
Durante muchos días Zorbas debió vivir la incomodidad que le significaba empollar y ocultar el huevo del hombre que iba a diario a cuidar la casa y alimentarlo, hasta que al vigésimo día finalmente eclosionó; después debió aprender a alimentar al polluelo, quien lo creía su madre, y protegerlo de los peligros, por lo que finalmente decidió trasladarlo al Bazar de Harry, hogar de Sabelotodo, y pactar con las ratas a cambio de la protección del ave. Posteriormente él y sus amigos piden ayuda a Barlovento, el gato mascota de la tripulación de la Draga encargada de limpiar el río Elba y un experto en temas marinos, éste les explica que el polluelo es hembra y propone bautizarla con el nombre Afortunada.
Con el pasar de las semanas Afortunada crece saludable y los gatos se ven en el dilema de cómo cumplir la tercera promesa y enseñarle a volar a pesar de que es algo que ellos mismos no comprenden, además la gaviota inicialmente se ve a sí misma como un gato y no entiende que deba ser otra cosa, pero el deseo de volar poco a poco la posee y la hace decidir intentarlo; sin embargo sus intentos acaban en constantes fracasos que la descorazonan. Sin más opciones, Zorbas se resigna a pedir permiso para romper el más grande de los tabús y hablar con un humano. Los gatos se reúnen en concejo y se muestran de acuerdo. Pero confiarán solo en el guardián del faro, un joven poeta noble y poseedor de muchas cualidades bien vistas por los gatos, siendo además el dueño de Bubulina, la gata más atractiva del puerto.
Zorbas se presenta ante el poeta quien, tras superar el shock inicial, escucha el problema del gato y le señala que esa noche será el momento ideal para enseñar a Afortunada a volar ya que habrá una tormenta, que es el clima que las gaviotas aman. A medianoche el gato y el ave se reúnen en el bazar con el poeta, quien los lleva hasta lo alto de la torre de la Iglesia de San Miguel, allí en medio de lo más intenso de la tormenta, tal como el poeta supuso, los instintos de Afortunada le mostraron cuanto amaba la lluvia y el cielo y sin dudarlo se arrojó y voló por primera vez mientras Zorbas la miraba perderse en el cielo llorando de felicidad y tristeza por la despedida.

## Publicación
Historia de una gaviota y del gato que le enseñó a volar, subtitulada "Una novela para jóvenes de 8 a 88 años", fue publicada en octubre de 1996 por Tusquets Editores en Barcelona, España, en la colección "Andanzas". La historia está acompañada por ilustraciones de la portada e interiores de Miles Hyman.

## Adaptaciones

### Cine
El libro fue objeto de una adaptación italiana en forma de película animada titulada La gabbianella e il gatto y conocida en español como "Historia de una gaviota (y del gato que le enseñó a volar)",  dirigida por Enzo D'Alò y estrenada en el año 1998.
La banda sonora de la película es de David Rhodes y su tema principal, "So volare", fue escrita e interpretada por Ivana Spagna, lanzado como un sencillo en la radio para coincidir con el estreno de la película. Como curiosidad, Luis Sepúlveda prestó su voz para el rol del poeta.
La película fue el mayor éxito de D'Alò, recolectando más de 12 mil millones de liras, volviéndose su película más famosa y la película de animación italiana comercialmente más exitosa.

### Teatro
El 1 de junio de 2018 se estrenó en Santiago de Chile una adaptación teatral de la historia dirigida y protagonizada por las actrices chilenas María Izquierdo y Elvira López siendo presentada como una de las obras del Festival Santiago a Mil en el Teatro UC.